# Amorphophallus opertus
Amorphophallus opertus är en kallaväxtart som beskrevs av Wilbert Leonard Anna Hetterscheid. Amorphophallus opertus ingår i släktet Amorphophallus och familjen kallaväxter. Inga underarter finns listade.